# España en el Campeonato Mundial de Atletismo de 1983
La selección española de atletismo acudió a los Campeonatos del Mundo de Atletismo de 1983, celebrados en Helsinki entre el 7 y el 14 de agosto de 1983, con un total de 27 atletas (24 hombres y 3 mujeres).

## Medallas
Se obtuvo una única medalla de plata de la mano de Josep Marín en la prueba de 50 kilómetros marcha, lo que colocó a la selección española en el puesto 15.ª del medallero.

## Finalistas
Además se obtuvieron otros 3 puestos de finalista gracias a las actuaciones de Josep Marín, 4.º en los 20 kilómetros marcha, de José Manuel Abascal Gómez, 5.º en los 1500 metros y de Antonio Corgos, 7.º en salto de longitud.

## Participación
El detalle de la actuación española en esta primera edición de los campeonatos del mundo de atletismo se recoge en la siguiente tabla:
| Atletas                        | Pruebas                | Actuación                                                                                              |
| ------------------------------ | ---------------------- | --- |
| Ángel Heras                    | 200 metros lisos       | Cuartofinalista: 4.º en su eliminatoria(21.29) y 5.º en su serie de cuartos (21.25)                    |
| Ángel Heras                    | 400 metros lisos       | 1.ª ronda: descalificado por pisar calle inferior                                                      |
| Ángel Heras                    | 4 x 400 metros lisos   | Semifinalista: 5.º en su eliminatoria (3:07.42) y 8.º en su semifinal (3:09.68)                        |
| Colomán Trabado                | 800 metros lisos       | Semifinalista: 5.º en su eliminatoria (1:47.10) y 5.º en su semifinal (1:46.85)                        |
| José Manuel Abascal            | 1500 metros lisos      | Finalista: 2.º en su eliminatoria (3:38.06), 3.º en su semifinal (3:36.35) y 5.º en la final (3:42.47) |
| José Luis González             | 1500 metros lisos      | Semifinalista: 8.º en su eliminatoria (3:41.29) y 6.º en su semifinal (3:38.77)                        |
| Jorge García González          | 5000 metros lisos      | Semifinalista: 6.º en su eliminatoria (14:14.57) y 10.º en su semifinal (13:46.36)                     |
| Antonio Prieto                 | 10000 metros lisos     | Final: 5.º en su eliminatoria (25:47.34) y 11.º en la final (28:11.57)                                 |
| Juan Carlos Traspaderne        | Maratón                | 12.º (2h11:34)                                                                                         |
| Ricardo Ortega Sánchez-Pinilla | Maratón                | 21.º (2h14:46)                                                                                         |
| Santiago de la Parte           | Maratón                | Abandonó                                                                                               |
| Javier Moracho                 | 110 metros vallas      | Semifinalista: 3.º en su eliminatoria (13.62) y 5.º en su semifinal (13.92)                            |
| José Alonso Valero             | 400 metros vallas      | Semifinalista: 3.º en su eliminatoria (50.53) y 6.º en su semifinal (49.91)                            |
| Carlos Azulay                  | 400 metros vallas      | 1.ª ronda: Descalificado por caída e invasión de calle                                                 |
| Carlos Azulay                  | 4 x 400 metros lisos   | Semifinalista: 5.º en su eliminatoria (3:07.42) y 8.º en su semifinal (3:09.68)                        |
| Domingo Ramón                  | 3000 metros obstáculos | Final: 2.º en su eliminatoria (8:27.19), 5.º en su semifinal ((:21.61) y 10.º en la final (8:21.32)    |
| Francisco Sánchez Vargas       | 3000 metros obstáculos | Semifinalista: 8.º en su eliminatoria (8:25.92) y 6.º en su semifinal (8:23.92)                        |
| Juan José Torres Díaz          | 3000 metros obstáculos | 1.ª ronda: 10.º en su eliminatoria (8:41.87)                                                           |
| Roberto Cabrejas               | Salto de altura        | Calificación: 20.º (2.15)                                                                              |
| Alberto Ruiz Benito            | Salto con pértiga      | Calificación: 20.º (5.10)                                                                              |
| Antonio Corgos                 | Salto de longitud      | Finalista: 5.º en la calificación (8.05) y 7.º en la final (8.06)                                      |
| Juan José Prado                | 4 x 400 metros lisos   | Semifinalista: 5.º en su eliminatoria (3:07.42) y 8.º en su semifinal (3:09.68)                        |
| Antonio Sánchez                | 4 x 400 metros lisos   | Semifinalista: 5.º en su eliminatoria (3:07.42) y 8.º en su semifinal (3:09.68)                        |
| Josep Marín                    | 20 kilómetros marcha   | Finalista: 4.º (1h21:21)                                                                               |
| Josep Marín                    | 50 kilómetros marcha   | Medalla de Plata: 3h46:42                                                                              |
| Jordi Llopart                  | 20 kilómetros marcha   | 28.º (1h27:49)                                                                                         |
| Jordi Llopart                  | 50 kilómetros marcha   | Abandonó                                                                                               |
| Francisco Botonero             | 20 kilómetros marcha   | 34.º (1h29:42)                                                                                         |
| Manuel Alcalde                 | 50 kilómetros marcha   | 15.º (4h03:10)                                                                                         |
| Pilar Fernández de Valderrama  | 3000 metros lisos      | 1.ª ronda: 12.ª en su eliminatoria (9:10.86)                                                           |
| Iciar Martínez                 | Maratón                | 45.º (2h53:24)                                                                                         |
| María José Martínez Patiño     | 100 metros vallas      | Cuartofinalista: 6.ª en su eliminatoria 813.78) y 7.ª en su serie de cuartos (13.80)                   |